# کوهسنگی
کوهسنگی نام خیابان و بوستانی در درون شهر مشهد و دومین مجموعهٔ تفریحی، علمی، و بوستان بزرگ (پس از بوستان ملت) در شهر مشهد است. کوهسنگی شامل ۲ قله از قله‌های رشته‌کوه بینالود می‌باشد. این پارک که مجموعه‌ای تلفیقی از آب، سنگ و سرسبزی و نور است، مورد استقبال و توجه زائران و گردشگران قرار دارد و یکی از زیباترین بوستان‌های ساخته شده در ایران است.
کوهسنگی از راه خیابانی وسیع و عریض و مشجر، موسوم به خیابان کوهسنگی، که تا ایستگاه راه‌آهن مشهد ادامه می‌یابد، به بدنهٔ اصلی شهر مشهد متصل شده است. همچنین خط دو متروی مشهد این پارک زیبا را به سایر مناطق مشهد متصل می‌کند. ایستگاه منحصر به فرد متروی کوهسنگی نیز در سال‌های اخیر ساخته شده است. خیابان کوهسنگی تا سال‌ها، از خیابان‌های فاخر و برتر کشور بود.

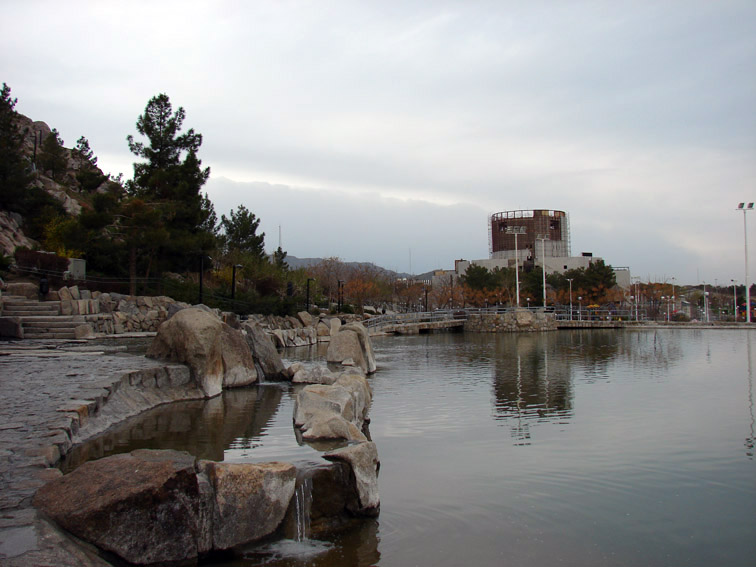
نمایی از کوهسنگی

ساختمان موزهٔ بزرگ خراسان، با الگوبرداری از معماری کاخ کلات نادر، جلوهٔ زیبایی به این مجموعه داده است. از آنجا که مشهد، پایتخت نادرشاه بود، مصالح آرامگاه او نیز از سنگ‌های سخت گرانیت کوهسنگی انتخاب شد.
متأسفانه در مجاورت پارک کوهسنگی آسمان‌خراش‌هایی ساخته شده است که بافت سنتی آن را از میان برده و چهرهٔ آن را مخدوش نموده است.

## مشخصات
کوهسنگی دو قله از رشته‌کوه بینالود است که در محوطهٔ شهری مشهد واقع گردیده است. بزرگراه آسیایی میان این کوه و رشته‌کوه بینالود فاصله انداخته و آن را بخشی از شهر مشهد قرار داده است. (گرچه در حال حاضر، قله‌های دیگری نیز از این رشته‌کوه، وارد حوزهٔ شهری مشهد شده است)

## تاریخچه

پارک کوهسنگی و المان تاج پهلوی بر فراز آن در سال ۱۳۵۵

این مکان تا سال ۱۳۱۰ هجری خورشیدی با همان ساختار طبیعی به عنوان منطقهٔ ییلاقی با جاذبه‌های طبیعی از قبیل کوه‌های سهل‌الصعود و باغ‌های سرسبز و چشم‌اندازهای طبیعی و رودخانه‌ها و آب‌وهوای معتدل، اقامتگاه سیاحتی بود. در این زمان با ایجاد برخی از امکانات سیاحتی از قبیل استخر و جاری شدن قنات، وسعت و اهمیت یافت و در سال ۱۳۱۸ ه‍.ش با احداث ساختمانی ۲ طبقه توسط آلمانی‌ها و جدول‌کشی خیابان‌ها و نرده‌کشی و گل‌کاری به صورت پارک طبیعی درآمد. همچنین شهردار وقت شهر میلان، تعدادی مجسمه به شهردار مشهد هدیه کرد که دو عدد شیر سنگی در درب ورودی نصب گردیده و دو مجسمهٔ انسانی را کنار استخر بزرگ کوهسنگی و روبروی رستوران و تالارش نصب نمودند (مجسمه‌های انسانی مذکور پس از انقلاب، به‌خاطر اینکه مصداق صور قبیحه بود، به‌همراه تاج نصب‌شده بر فراز کوهسنگی، برچیده شد).
در سال ۱۳۴۰ ه‍.ش با گسترش شهر مشهد، کوهسنگی از راه خیابانی وسیع و عریض و مشجر، موسوم به خیابان کوهسنگی، به بدنهٔ اصلی شهر مشهد متصل شد. این خیابان تا سال‌ها، از خیابان‌های برتر کشور بود و امتداد آن تا راه‌آهن مشهد ادامه دارد.
در دوره پهلوی، این مکان محلی برای خوشگذرانی بود و رستوران و تالار آن برای استفاده ثروتمندان شهر استفاده می‌شد.
نخستین باغ‌وحش مشهد در ضلع غربی کوهسنگی ایجاد شده بود که پس از انقلاب تخلیه و هم‌اکنون در محل آن یک آسمان‌خراش ساخته شده است.
بر فراز کوهسنگی، المانی از تاج پهلوی فرار داشت. این المان در گیرودار انقلاب اسلامی، تخریب شد و بعدها در محل آن، پیکر چند شهید جنگ ایران و عراق دفن گردید و از اینرو نام جبل النور را بر کوهسنگی نهادند.
موزه دفاع مقدس نیز در جوار کوهسنگی تأسیس گردیده است.

امتداد خیابان کوهسنگی به ایستگاه راه‌آهن مشهد

کوهسنگی در مشهد به شکل مثلثی است که بیشتر آن ارتفاعات سنگی است. دو کوه کم‌ارتفاع سنگی در این منطقه است که علت نام‌گذاری این پارک نیز می‌باشند. از بالای کوه‌ها چشم‌انداز زیبایی از شهر، باغ‌های مشهد و حرم مطهر دیده می‌شود. بهترین و زیباترین منظر از شهر و پیرامون آن از فراز ارتفاعات کوهسنگی در ساعات بعدازظهر و عصر رؤیت می‌شود. این مکان به عنوان سومین محل بیشتر بازدید شده توسط گردشگران پس از امام رضا حرم مطهر و آرامگاه فردوسی قرار دارد. کوهسنگی بر فراز کوه‌هایی است که صعود به آن راحت است.
طرح‌های توسعه در نظر گرفته شده، پارک کوهسنگی را تبدیل به مجموعهٔ تفریحی گردشگری نموده است. مجموعه‌های از جمله باغ پذیرایی، باغ فرهنگی، باغ سنگی، باغ طبیعی، باغ آرامگاه، باغ ورزشی و باغ تفریحی، و در آینده ایجاد دریاچهٔ مصنوعی و جزیرهٔ پرندگان در میان آن، احداث باغ‌موزهٔ طبیعی، ایجاد رستوران‌های مختلف بر فراز کوه و کنار دریاچه، ساخت دو مجموعهٔ شهربازی تابستانی و سرپوشیده و ایجاد مسیر منوریل تفریحی در رینگ اطراف کوه‌ها.

نخستین نورافشانی‌های شهر مشهد، در کوهسنگی انجام می‌گردید.